# Alexander Eig
Prof. Dr. Alexander Eig (30 de julio de 1894 - 30 de julio de 1938) fue un botánico y profesor israelí, destacadísimo pionero de las Ciencias naturales en el país.
En 1920 funda el herbario de la Universidad Hebrea Monte Scopus; y en 1931 crea su Jardín Botánico Nacional de Israel, siendo el primero en organizar las floras por regiones geográficas.

## Véase también

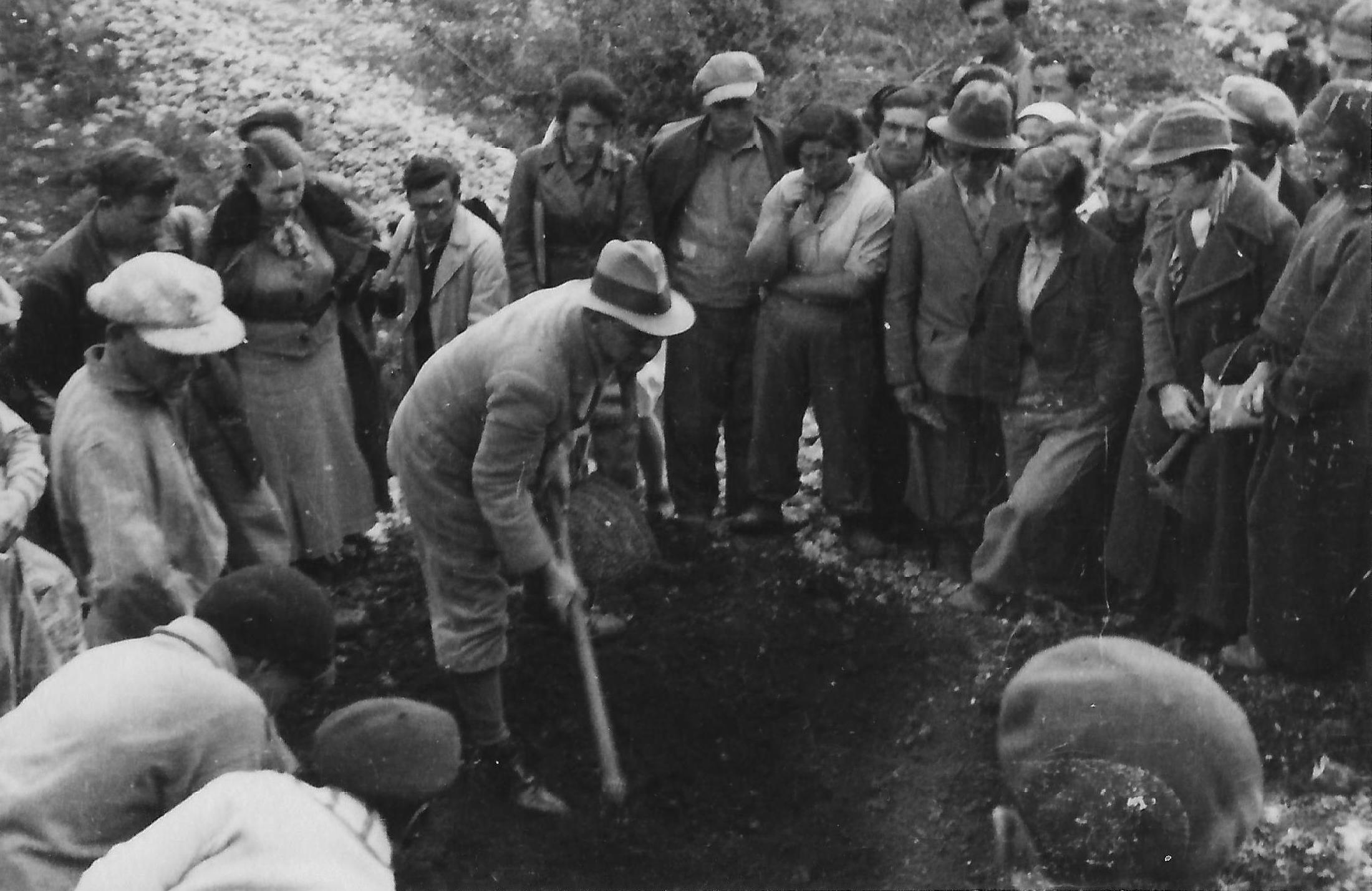
el Botánico Alexander Eig plantar el primer árbol en el jardín - Monte Scopus 1931

## Algunas publicaciones
- Eig, A; M Zohary. 1938. Plants new for Palestine I. Journal of Botany, Jerusalem. 1ª ed. 36 pp. ilustr.
- 1955. Systematic Studies on Astragali of the Near East (Especially Palestine, Syria, Iraq). Ed. The Israel Scientific Press

### Libros
- 1927. A second contribution to the knowledge of the flora of Palestine. Ed. Zionist Organisation. Institute of Agriculture and Natural History. Division of Biology. Bulletin 6. 88 pp.

## Honores

### Epónimos
Género
- (Brassicaceae) Eigia Soják[1]

Especies (14 + 2 registros IPNI) (entre paréntesis la familia)
- (Brassicaceae) Thlaspi eigii (Zohary) Greuter & Burdet[2]

- (Lamiaceae) Thymus eigii (Zohary & P.H.Davis) Jalas[3]

- (Poaceae) Ventenata eigiana (H.Scholz & Raus) Doğan[4]

- La abreviatura «Eig» se emplea para indicar a Alexander Eig como autoridad en la descripción y clasificación científica de los vegetales.[5]